# Абастумани
Абастума́ни (груз. აბასთუმანი) — посёлок городского типа, горноклиматический курорт в Адигенском муниципалитете Грузии. Население — 937 человек (2014).

## География
Абастумани располагается на южном склоне Месхетского хребта, в ущелье реки Оцхе (бывшей Абастуманки), на высоте 1250—1450 м, в 28 км к северо-западу от железнодорожной станции Ахалцихе, в 78 км к юго-западу от железнодорожной станции Боржоми.

## Курорт
В Абастумани чистый горный воздух, умеренная сухость, нет сильных ветров. На горных склонах — леса (сосна, ель, пихта). Лето умеренно тёплое, средняя температура августа 16 °C. Зима мягкая, солнечная, умеренно снежная (снежный покров держится с середины декабря до середины марта); средняя температура января −6 °C. Осадки выпадают преимущественно в апреле—октябре, среднегодовое количество около 600 мм. В год насчитывается в среднем 167 дней солнечного сияния.
В силу этих благоприятных условий Абастумани стал круглогодичным курортом. Производится лечение больных лёгочным туберкулёзом, открыты слабоминерализованные термальные источники, воду которых используют для лечения болезней опорно-двигательного аппарата, нервной системы, гинекологии и других.

## История
Курорт основан в середине XIX века и назывался Аббас-Туман (Абастуман). До 1917 года входил в Ахалцихский уезд Тифлисской губернии. Основание курорта связано с именем доктора А. А. Реммерта, военно-медицинского инспектора Кавказского военного округа.
С 1864 года каждое лето в Абастумани открывался военный госпиталь на 200 нижних чинов, 30 офицеров и 10 женщин; с 1898 года Абастуманские минеральные воды находились в управлении военного ведомства.
В 1892 году в посёлке Абас-Туман появилась первая в России горная астрономическая обсерватория — временная обсерватория, принадлежавшая Петербургскому университету. В ней профессор С. Глазенап наблюдал тесные двойные системы с помощью небольшого телескопа. Благодаря отличным атмосферным условиям он смог наблюдать тесные кратные звёзды, которые невозможно наблюдать в других местах.
В 1893 году американский исследователь двойных звёзд Шербёрн Уэсли Бёрнхем написал, что наблюдения двойных звёзд профессора Глазенапа ясно показали, что Абастумани является особенно благоприятным местом для астрономических наблюдений.

Великий князь Георгий Александрович за письменным столом. Абастумани. 1890-е годы

28 июня 1899 года в возрасте 28 лет по дороге от Зекарского перевала в Абастумани «на велосипеде с бензиновым двигателем» на глазах у молоканки Анны Дасоевой скоропостижно скончался цесаревич Георгий Александрович (согласно официальному извещению в правительственной газете).
В начале XX века имелось три источника: Богатырский, Змеиный и Противозолотушный.
В советские времена были построены санаторий (1925, архитектор И. А. Иванов-Шиц), туберкулёзная больница, поликлиника, ванное здание. Сезон длился круглый год.
В 1932 году в Абастумани была создана Абастуманская астрофизическая обсерватория.
В 1975 году официально признан поселком городского типа.

## Население
| 1917 | 1923 | 1926  | 1939  | 1959  | 1970  | 1979  | 1989  | 2002  |
| ---- | ---- | ----- | ----- | ----- | ----- | ----- | ----- | ----- |
| 475  | ↗879 | ↗1244 | ↗3001 | ↗3521 | ↘3253 | ↘2935 | ↘2564 | ↘1368 |
| 2014 | 2016 | 2017  | 2018  | 2019  | 2020  | 2021  | 2022  | 2023  |
| ↘937 | ↘842 | ↘824  | ↘794  | ↘777  | ↘740  | ↘723  | ↘690  | ↘664  |

## Достопримечательности

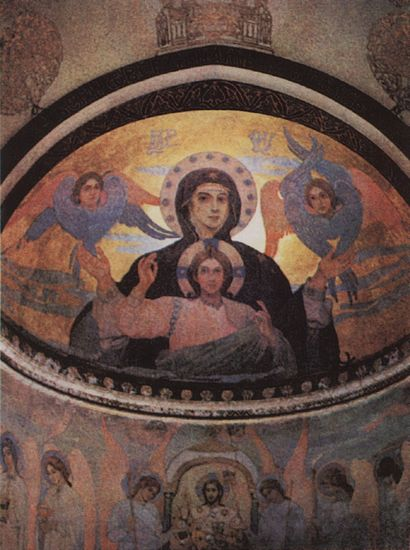
М. В. Нестеров. Роспись конхи церкви Александра Невского в Абастумани, 1902—1904

- В верхней части Абастумани находится дворцовый парк и деревянный дом наследника цесаревича Георгия Александровича[13].
- Часовня из каррарского мрамора на месте смерти цесаревича Георгия Александровича.
- В храме Святого Александра Невского — ансамбль фресковой живописи кисти Михаила Нестерова.
- Рядом с Абастумани расположена Абастуманская астрофизическая обсерватория[7].

## Известные уроженцы
- Тарасов, Сергей Михайлович (1904—1992) — советский военный деятель, генерал-майор (1945).